# Krzysztof Duda (inżynier)
Krzysztof Kazimierz Duda – polski inżynier, doktor habilitowany, nauczyciel akademicki, pracujący w Katedrze Metrologii i Elektroniki na Wydziale Elektrotechniki, Automatyki, Informatyki i Inżynierii Biomedycznej Akademii Górniczo-Hutniczej im. Stanisława Staszica. Tytuł magistra inżyniera i doktora uzyskał na tej uczelni odpowiednio w roku 1998 i 2002. Habilitował się w 2012 roku. Zajmuje się szeroko rozumianym cyfrowym przetwarzaniem sygnałów i w roku 2007 już był autorem ponad 30 publikacji z tej dziedziny.

## Wybrane publikacje
- Cyfrowe przetwarzanie sygnałów w telekomunikacji : podstawy, multimedia, transmisja / red. nauk. Tomasz P. Zieliński oraz Przemysław Korohoda, Roman Rumian ; aut. Maciej Bartkowiak, Krzysztof Duda [et al.]. – Warszawa: Wydawnictwo PWN, 2014
- 3D segmentation and visualisation of mediastinal structures adjacent to tracheobronchial tree from CT data / Andrzej SKALSKI, Mirosław SOCHA, Mariusz Duplaga, Krzysztof DUDA, Tomasz ZIELIŃSKI // W: Information technologies in biomedicine, Vol. 2 / eds. Ewa Piętka, Jacek Kawa. — Berlin ; Heidelberg : Springer-Verlag, cop. 2010. — (Advances in Intelligent and Soft Computing ; ISSN 1867-5662 ; 69). — ISBN 978-3-642-13104-2. — S. 523–534. — Bibliogr. s. 533–534, Abstr.
- A reliable moving vehicle axle-to-axle distance measurement system based on multi-frequency impedance measurement of a slim inductive-loop sensor / Zbigniew MARSZAŁEK, Wacław GAWĘDZKI, Krzysztof DUDA // Measurement ; ISSN 0263-2241. — 2021 vol. 169 art. no. 108525, s. 1–9. — Bibliogr. s. 8–9, Abstr.. — Publikacja dostępna online od: 2020-10-01. — tekst: https://www-1sciencedirect-1com-10000275z0009.wbg2.bg.agh.edu.pl/science/article/pii/S0263224120310514/pdfft?md5=4b718decb74581a8cd80b49f352e402f&pid=1-s2.0-S0263224120310514-main.pdf
- Accurate, guaranteed stable, sliding discrete fourier transform / Krzysztof DUDA // IEEE Signal Processing Magazine ; ISSN 1053-5888. — 2010 vol. 27 iss. 6, s. 124–127. — Bibliogr. s. 127, Summ.
- Accurate, guaranteed-stable, sliding DFT / Krzysztof DUDA // W: Streamlining digital signal processing : a tricks of the trade guidebook / ed. Richard G. Lyons. — Wyd. 2. — Hoboken ; Piscataway : John Wiley & Sons ; IEEE Press, cop. 2012. — ISBN 978-1-118-27838-3 ; ISBN 978-1-118-31693-1. — S. 207–214. — Bibliogr. s. 214
- Algorytmiczna korekcja zniekształceń geometrycznych kamery bronchoskopu — Algorithmic correction of geometric distortion of bronchoscope camera / Mirosław SOCHA, Krzysztof DUDA, Tomasz P. ZIELIŃSKI, Mariusz Duplaga // W: Modelowanie i symulacja systemów pomiarowych : materiały XV sympozjum : Krynica, 18–22 września 2005 = Measuring systems-modelling and simulation / pod red. Janusza Gajdy ; Akademia Górniczo-Hutnicza im. Stanisława Staszica. Wydział Elektrotechniki, Automatyki, Informatyki i Elektroniki. Katedra Metrologii. — Kraków : Wydawnictwo Katedry Metrologii AGH, 2005. — S. 219–228. — Bibliogr. s. 228, Streszcz., Abstr.
- An induction motor speed measurement method based on supplying current analysis — Pomiar prędkości obrotowej silnika indukcyjnego w oparciu o analizę widmową prądu zasilania / Andrzej BIEŃ, Krzysztof DUDA // Przegląd Elektrotechniczny = Electrical Review / Stowarzyszenie Elektryków Polskich ; ISSN 0033-2097. — 2011 R. 87 nr 3, s. 201–203. — Bibliogr. s. 203, Streszcz., Abstr.. — tekst: http://www.sigma-not.pl/download.do?mode=sps&id=58555
- Analiza sygnałów biomedycznych — [Analysis of biomedical signals] / oprac. Krzysztof DUDA // W: Instrukcje do ćwiczeń laboratoryjnych : dla specjalności pomiary technologiczne i biomedyczne : podręcznik współfinansowany ze środków Programu Operacyjnego Kapitał Ludzki w ramach projektu „Fabryka Inżynierów” : człowiek – najlepsza inwestycja / pod red. Ryszarda Sroki. — Kraków : Wydawnictwa AGH, 2010. — Opis częśc. wg okł.. — ISBN 978-83-7464-350-4. — S. 243–291
- Analiza sygnałów biomedycznych : podręcznik sfinansowany ze środków Programu Operacyjnego Kapitał Ludzki w ramach projektu „Fabryka Inżynierów” : Człowiek – najlepsza inwestycja — [Analysis of biomedical signals] / Krzysztof DUDA. — Kraków : Wydawnictwa AGH, 2010. — 252 s.. — Bibliogr. s. 252. — ISBN 978-83-7464-325-2. — Opis częśc. wg okł.
- Analiza zakłóceń w sieci energetycznej z zastosowaniem dyskretnej, zespolonej transformaty falkowej wyznaczanej w podwójnym drzewie falkowym — Analysis of disturbances in electric power network with dual tree complex wavelet transform / Krzysztof DUDA // Pomiary, Automatyka, Kontrola / Stowarzyszenie Inżynierów i Techników Mechaników Polskich. Sekcja Metrologii, Polskie Stowarzyszenie Pomiarów Automatyki i Robotyki POLSPAR ; ISSN 0032-4140. — 2006 [nr] 10bis wyd. spec. dodatkowe, s. 119–123. — Bibliogr. s. 123, Streszcz., Abstr.. — MiSSP '2006 : XVI sympozjum Modelowanie i Symulacja Systemów Pomiarowych : Krynica, 17–21 września 2006 r. / pod red. Janusza Gajdy ; Organ Polskiego Stowarzyszenia POLSPAR, Organ Sekcji Metrologii SIMP. — Warszawa : Agenda Wydawnicza SIMP, 2006
- Computation of the network harmonic impedance with Chirp-Z transform / Krzysztof DUDA, Dariusz BORKOWSKI, Andrzej BIEŃ // Metrology and Measurement Systems : quarterly of Polish Academy of Sciences ; ISSN 2080-9050. — Tytuł poprz.: Metrologia i Systemy Pomiarowe ; ISSN 0860-8229. — 2009 vol. 16 no. 2, s. 299–311. — Bibliogr. s. 309–311, Abstr.